# Massalombarda (azienda)
Massalombarda S.p.A. è stata un'azienda italiana attiva nel settore agroalimentare fondata nel 1926 a Massa Lombarda (RA). Fu la prima azienda italiana dedicata alla produzione di succhi di frutta. Nel 1994 è stata acquisita dal consorzio Conserve Italia, che ne ha rilevato anche i marchi, tra i quali il celebre «Yoga».

## Storia

Il primo stabilimento della «Massalombarda S.A.» (fondata nel 1926).

L'11 luglio 1926 viene fondata a Massa Lombarda la «Fabbrica Marmellate S.p.A. Massalombarda». I soci fondatori furono un gruppo di vari operatori locali: la Cooperativa Frutticoltori massese, braccianti, agricoltori, piccoli proprietari terrieri.. Come ragione sociale è indicata la lavorazione della frutta al fine della trasformazione in marmellata e la lavorazione del pomodoro per trasformarlo in conserve. Il capitale sociale iniziale ammonta a un milione di lire, suddiviso in azioni. La fabbrica si trova in una nuova area a ridosso della circonvallazione (attuale via I Maggio). Lo zucchero, componente indispensabile per la realizzazione delle marmellate, è acquistato dallo zuccherificio locale. Le due aziende sono vicine, ma il confronto delle dimensioni è impari: la mole dello zuccherificio sovrasta quella della Massalombarda, che viene presto soprannominata «Fabbrichina». La forza lavoro è composta da 15 operai. Primi prodotti dell'azienda sono marmellate e confetture. Nel decennio successivo appaiono nuovi prodotti: frutta sciroppata, verdure in scatola e pomodori, fino ai succhi di frutta.

Il primo succo di frutta si chiama Be-Vi.
Nel 1938 la società entra a far parte della Federazione Italiana dei Consorzi Agrari (Federconsorzi).
Nel 1946 nasce il nuovo marchio «Yoga». Il prodotto viene commercializzato in tutta Italia, riscuotendo un immediato successo ed imponendosi sul mercato nazionale.

L'impianto della Massalombarda S.p.A. costruito nel 1980 sulla strada statale 610 "Selice".

Nel 1980 viene costruito il nuovo stabilimento lungo la strada provinciale Selice (a 10 km dall'autostrada A14). In pochi anni tutta l'attività si trasferisce nella nuova sede.
Nel dicembre 1989 la Federconsorzi cede la Massalombarda S.p.A. a un'altra società del gruppo, la Colombani (detentrice del marchio «Jolly»). L'operazione finanziaria viene realizzata dal braccio operativo di Federconsorzi, Fedital. Il 1º gennaio 1990 nasce la «Massalombarda Colombani S.p.A.».
Il 18 ottobre 1994 la Massalombarda Colombani viene acquisita da Conserve Italia. L'azienda cessa di esistere come organizzazione autonoma. La gestione degli stabilimenti passa direttamente alla società controllante.

## Il succo di frutta Yoga
Il marchio Yoga debutta nel 1946, nel periodo della ricostruzione postbellica. La prima campagna di diffusione su larga scala del marchio risale al 1960, quando la parola Yoga diventa sinonimo di succo di frutta attraverso una volgarizzazione del marchio - com'era già avvenuto per Bic, sinonimo di penna a sfera o Jeep, sinonimo di fuoristrada. Lo stesso anno viene ridisegnato il logo, che rimarrà invariato fino ai giorni nostri.
Nella televisione italiana degli anni '60 il Carosello entra a far parte del costume nazionale e Yoga non si sottrae alla sfida producendo alcuni spot pubblicitari. Da ricordare è il primo, del 1964, intitolato "Solo io mi chiamo Yoga", il quale ha come protagonista Walter Chiari. Allo spot con l'attore famoso segue quello con un disegno animato, l'Orsaghiotto. Celebre anche il concorso a premi "5 milioni per 5 parole".

Le campagne successive sono all'insegna del motto: "Molto più che buono". Il dominio incontrastato della Yoga nel settore dei succhi di frutta continua fino ai primi anni '80 quando, con l'entrata sul mercato di concorrenti agguerriti quali Del Monte e Zuegg, inizia un periodo di crisi che vede ridurre considerevolmente la sua fetta di mercato.
È solo verso la fine del decennio che la Massalombarda diversifica sia il metodo di confezionamento dei succhi di frutta, introducendo il brik da 200 ml, sia attraverso il lancio di nuovi prodotti, quali confetture e tè freddo. Gli anni '90 puntano di nuovo sul marketing vedendo Yoga come sponsor della Nazionale azzurra di sci.
Nel 2019 l'Ufficio dell'Unione europea per la proprietà intellettuale ha riconosciuto l'esclusività del marchio "Yoga", rigettando la richiesta di un'azienda norvegese di utilizzarlo per una propria linea di prodotti.
Nel 2020 il marchio "Yoga" è stato iscritto nel «Registro speciale dei marchi storici», istituito dal Ministero dello sviluppo economico (D.M. 10 gennaio 2020).
Produzione
Essa si concentra prevalentemente su brick confezionati, ai quali vanno aggiunti anche bottigliette monodosi e cheerpack; le principali linee di prodotti sono Optimum Yoga ad alta percentuale di frutta, Yoga Cheerpack, Yoga Kids, Yoga Primo Nettare e Yoga AQ. La Yoga produce inoltre bottiglie e confezioni di succo di frutta per bar e ristoranti.